# Nederlands Instituut Toegepaste Geowetenschappen
Het Nederlands Instituut voor Toegepaste Geowetenschappen, afgekort tot NITG of NITG-TNO, is een onderzoeksinstituut van het TNO. Het houdt zich primair bezig met onderzoek op het gebied van geologie.
Het NITG is ontstaan uit een beoogde fusie per 1 januari 1997 tussen de Rijks Geologische Dienst RGD in Haarlem en het instituut TNO Grondwater en Geo-energie TNO-GG in Delft, na een kabinetsbesluit in oktober 1996. De fusie vond op 1 september 1997 plaats. Het NITG-TNO had eerst twee hoofdvestigingen in Haarlem en Delft en vijf nevenvestigingen in Haarlem, Zwolle, Nuenen, Heerlen en IJmuiden, maar vestigde zich in 2002 in de Uithof in Utrecht. De bibliotheek werd daarbij onder de naam Bibliotheek Geowetenschappen samengevoegd met die van het Instituut voor Aardwetenschappen van de Universiteit Utrecht. De bibliotheekscollectie verhuisde in 2010 van Aardwetenschappen naar de Universiteitsbibliotheek Utrecht op de locatie Utrecht Science Park.

## Voorlopers

### Rijks Geologische Dienst
De Rijks Geologische Dienst RGD kwam oorspronkelijk uit de Dienst der Rijksopsporing van Delfstoffen ROVD voort, die in 1903 werd opgericht door het Ministerie van Waterstaat, Handel en Nijverheid. Deze dienst had tot taak om behalve voor steenkool de winning van andere delfstoffen te onderzoeken. De ROVD werd in 1918 in de Rijks Geologische Dienst omgezet en in 1936 werd de RGD omgezet in de Geologische Stichting, gefinancierd de ministeries van Waterstaat en Landbouw. Na de ontdekking van grote voorraden gas en aardolie werd deze stichting in 1968 opnieuw een overheidsdienst, de RGD, ditmaal onder het Ministerie van Economische Zaken EZ. De RGD werkte niet alleen voor EZ, maar voerde ook opdrachten uit voor de ministeries van Binnenlandse Zaken, Buitenlandse Zaken, Verkeer en Waterstaat, alsmede voor provincies, gemeenten, bedrijven, particulieren en de Europese Unie.

### TNO Grondwater en Geo-energie
TNO Grondwater en Geo-energie TNO-GG kwam oorspronkelijk voort uit de Dienst Grondwaterverkenning TNO DGV-TNO, die in 1967 werd opgericht als fusie van het in 1948 opgerichte Archief voor Grondwatergegevens TNO en de in 1954 ingestelde Groep
Geofysisch Onderzoek TNO. De belangrijkste taak van DGV-TNO was het systematisch bijeenbrengen van grondwatergegevens, het verrichten van metingen ter zake en het doen van toegepast geowetenschappelijk onderzoek. De naam DGV-TNO  werd op 1 januari 1991 werd gewijzigd in Instituut TNO Grondwater en Geo-Energie. TNO-GG had als taak het bijdragen tot een duurzaam beheer van de ondergrond en de ondergrondse natuurlijke bestaansbronnen door middel van aardwetenschappelijk en daarmee verband houdend technologisch onderzoek. Het instituut voerde ook onderzoek- en adviesopdrachten uit voor de olie- en gasindustrie, de nutsbedrijven, de computerindustrie en ingenieurs- en adviesbureaus.

### Taken in 1997
De beoogde taken na de fusie in 1997 waren:
- de inzameling, verwerving, kwaliteitsborging, archivering, analyse, interpretatie en verstrekking van geowetenschappelijke informatie (inclusief aan de Mijnwet gerelateerde informatie), betreffende de Nederlandse ondergrond;
- het verrichten van toegepast geowetenschappelijk en daarmee verbandhoudend technologisch en beleidsonderbouwend onderzoek en advisering;
- het toegankelijk maken en overdragen van niet-confidentiële geowetenschappelijke informatie en resultaten van onderzoek;
- de advisering van de Minister van Economische Zaken inzake de exploratie en produktie van de delfstoffen zoals vermeld in de doelstelling.

## 2005
Bij de grote reorganisatie van TNO in 2005 werd het NITG onderdeel van het kerngebied Bouw en Ondergrond. Het geologisch onderzoek en de informatiefunctie  werden voortgezet in TNO Bouw en Ondergrond Geological Survey of the Netherlands.

## 2011
Alle kerngebieden zijn vanaf 1 januari 2011 zijn opgeheven, TNO is eerst op een thematisch aangestuurde matrixorganisatie overgegaan, maar op 1 januari 2018 naar een unit-structuur, waarbij de matrixorganisatiestructuur is verlaten.

## Financiering
De drie vormen van financiering zijn:
- een basisfinanciering door het Rijk
- doelfinanciering door diverse ministeries voor specifieke projecten
- opdrachtfinanciering door derden, inclusief ministeries